# Gerd Dörich
Gerd Dörich (* 14. Februar 1968 in Sindelfingen) ist ein ehemaliger deutscher Radrennfahrer.

## Sportliche Laufbahn
Gerd Dörich war Profi-Rennfahrer von 1990 bis 2008. Seine Profi-Karriere begann er beim deutschen Team Stuttgart. In dieser Zeit bestritt er 168 Sechstagerennen und liegt damit auf dem elften Platz der ewigen Rangliste. Mehrfach belegte Dörich Podiumsplätze, etwa bei den Sechstagerennen von Stuttgart und von Berlin. Als „Stimmungskanone“ war Dörich beim Publikum besonders populär.
2002 belegte Dörich bei der UEC-Derny-Europameisterschaft in Amsterdam Rang drei hinter der Führung von Schrittmacher Sam Mooij. 1994 wurde er Deutscher Meister im Zweier-Mannschaftsfahren (mit Markus Hess) und 2004 ein weiteres Mal (mit Frank Kowatschitsch). 2004 gewann er zudem das Sechstagerennen von Stuttgart, mit Andreas Kappes und Andreas Beikirch. Im Alter von 40 Jahren trat Gerd Dörich vom aktiven Radsport zurück. Sein letztes Rennen bestritt er im November 2007 beim Münchner Sechstagerennen.

## Nach dem Sport
Seit dem Ende seiner aktiven Laufbahn arbeitete Dörich als Haustechniker. Er engagierte sich in der Aktion Steilkurve, bei der blinde und behinderte hinter ihm als Pilot auf einem Tandem auf einer Radrennbahn (in Bremen oder Öschelbronn) fahren können.

## Erfolge
1989
- Deutscher Amateur-Meister – Mannschaftsverfolgung (mit Volker Kirn, Reinhard Alber und Michael Glöckner)

1994
- Deutscher Meister – Zweier-Mannschaftsfahren (mit Markus Heß)

2002
- UEC-Derny-Europameisterschaft – hinter Sam Mooij

2004
- Sechstagerennen Stuttgart (mit Andreas Kappes und Andreas Beikirch)
- Deutscher Meister – Zweier-Mannschaftsfahren (mit Frank Kowatschitsch)